# Круизный туризм в России
Круизный туризм в России — вид туризма в России, который включает в себя речные и морские круизы.
У данного вида туризма имеется высокая сезонность, наиболее активный период — с мая по октябрь.
Благодаря густой речной сеть в России имеется возможность организации разнообразных круизных программ. Круизный туризм не является массовым, но в то же время является одним из самых перспективных, динамичных направлений и высокодоходных секторов туристского бизнеса. По территории 60 субъектов Российской Федерации проходят внутренние водные пути, при этом для 14 из этих регионов в реализованы или реализуются государственные проекты и Федеральная целевая программа на 2014—2020 годы, направленные на развитие водного туризма в Амурской, Архангельской, Волгоградской, Вологодской, Ивановской, Костромской, Тверской и Ярославской областях, в республиках Бурятия, Карелия, Татарстан, Удмуртия и Чувашия, а также в Хабаровском крае. Для круизного кластера «Большая Волга», в который входят все расположенные на реке Волге регионы, а также круизных кластеров в Амурской области, Хабаровском крае, на Сахалине, Камчатке и в Арктике основным направлением развития обозначены круизные путешествия в проектируемой Федеральная целевой программе «Развитие внутреннего и въездного туризма (2019—2025 годы)».
Для иностранных туристов, в основном, круизы формируются до начала навигации на заказ. Среди иностранных туристов преобладают граждане Германии, США, Франции, Великобритании, Австрии, Италии и Испании, среднего достатка и в возрасте. До 90 % иностранных туристов выбирают круизы Москва — Санкт-Петербург длительностью в один конец 3-4 дня и комфортабельными судами с каютами классов «люкс» и «полулюкс», оставшаяся часть выбирает длительные круизы по Волге и сибирским рекам: Лене, Енисею, Оби, Амуру. Спросом пользуется арктический экспедиционный туризм — маршруты которого проходят через острова Северного Ледовитого океана — Землю Франца-Иосифа, Новую Землю, на Северный полюс из Мурманска, вдоль побережий Балтийского, Баренцева и Белого морей, вдоль Чукотского полуострова с посещением острова Врангеля, вдоль берегов Сахалина и Камчатки с посещением Командорских и Курильских островов.

## Развитие круизного туризма в России

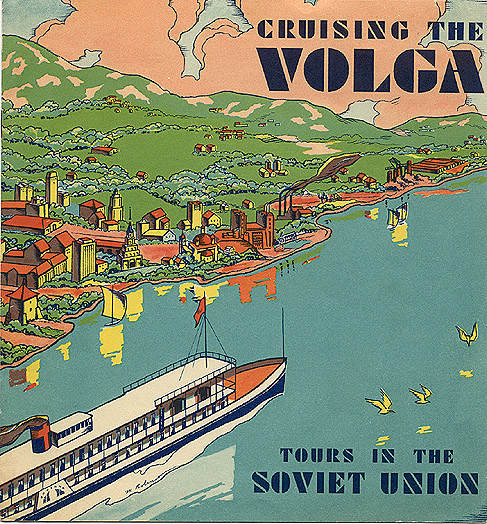
Обложка туристической брошюры «Круизы по Волге» на английском языке. Около 1931 года. Издание Государственной компании «Интурист»

Началом использованием пароходов для туристических и экскурсионных целей считают 1837 год, когда по Москве-реке стали курсировать специальные пароходики-«финляндчики» (по аналогии с заграничными образцами малого пассажирского флота). Объявление, вышедшее в 1898 году в московских газетах приглашало в речной экскурсионный тур фирмы Бромеля на корабле «Ярославль»: из центра города Москвы пароход спускался вниз по реке на 40 вёрст до Николо-Угрешского монастыря. Директор Общества механических заводов и энтузиаст путешествий Фёдор Иванович Бромелей построил этот корабль для волжских просторов, но из-за медленного хода и малой мощности двигателей «Ярославль» возил экскурсантов по Москве-реке.
Крупная пароходная компания, «Кавказ и Меркурий» c 1880-х годов начала строить роскошные пароходы, которые специально предназначались для речных круизов: с электрическим освещением и ресторанами. Качество этих судов было подтверждено правом изображения на них государственного герба России. Рейсы охватывали всю судоходную Волгу и часть Каспийского моря. Фирма тесно сотрудничала с туристскими клубами: заключала договоры на перевозку туристических групп, предоставляла скидку членам горных клубов, школьникам и организованным группам народных учителей. В 1914 году в России были построены два самых больших теплохода того времени: «Великая княжна Ольга Николаевна» и «Великая княжна Татьяна Николаевна».
Во второй половине 1930-х годов с помощью речных путешествий поощрялись передовики производства и представители культурной и политической элиты. В связи с Великой Отечественной войной данный вид отдыха приостановил развитие и продолжил развитие только со второй половины 1950-х годов. В 1959 году Центральный совет по туризму и экскурсиям ВЦСПС организовал первый речной маршрут, в рамках которого в течение года около 12 тысяч человек путешествовали на 10 судах. В 1960—1980-е годы появилась мода на речные круизы.
В начале 1970-х годах имелась возможность теплоходом посетить Ростов, Москву, Пермь, Горький, Ленинград. Самой большой популярностью пользовался круиз по Волге по маршрутам Москва — Астрахань — Москва или Ленинград — Астрахань — Ленинград, продолжавшийся от 20 до 24 дней. Спрос на речные туры превышал предложение во много раз. Бронирование путёвок на речные туры осуществлялось фактически за год. В связи с тем, что используемые на маршрутах двухпалубные и трёхпалубные теплоходы не могли удовлетворить потребности туристов в 1970-е годы в СССР начали эксплуатироваться комфортабельные четырёхпалубные теплоходы, заказанные в Германии, Чехословакии и Австрии. Эти теплоходы используются по сей день.
В конце 1980-х годов в связи с окончанием государственной монополии в туризме различные организации стали самостоятельно использовать пассажирский флот. Около 40 местных
советов по туризму и экскурсиям организовывали речные туры в своих регионах на арендованных судах. В 1988 году для туристов СССР было организовано 8,3 тысячи рейсов на теплоходах.
основными экскурсионными центрами были Волгоград, Саратов, Самара, Ульяновск, Казань, Горький и Москва.
В связи с распадом СССР, в начале 1990-х годов круизная сфера России переживала упадок: теплоходы постепенно ветшали, качество питания и обслуживания на теплоходах упало, зато цены на туры резко взлетели вверх, став недоступными для части традиционных поклонников речных путешествий. Характерным маркетинговым ходом стало привлечение российских отдыхающих на четырёхпалубные теплоходы в круизы с участием иностранных туристов. В 1990-е годы ведущее место в круизном туризме заняли крупные компании. После улучшения материального состояния граждан России у них выросла заинтересованность в подобном виде отдыха. В 1997 году в России наблюдался пик речных круизов, во время которого спрос превышал предложение и большинство зафрахтованных судов было полностью загружено.
В 2000-х годах теплоходы, заложенные на европейских верфях в 1950-е годы прошлти капитальную реконструкцию, в результате чего увеличилась площадь кают, они стали лучше оснащены удобствами, комфорт на судах в целом, качество питания, обслуживания, экскурсионных и развлекательных программ также возросло. Наиболее популярные многодневные маршруты проходят по Единой глубоководной системе Европейской части России — по Волге, Оке, Каме, Неве, Свири, Ладожскому и Онежскому озёрам, водохранилищам, Волго-Донскому, Волго-Балтийскому, Беломорско-Балтийскому каналам. Особенностью новой эпохи стал повышенный интерес к кратким круизам, продолжительностью 2—3 дня: Москва-Углич-Москва, Москва-Тверь-Москва, Санкт-Петербург — Валаам — Санкт-Петербург. Как и во времена СССР, популярен многодневный маршрут Москва — Санкт-Петербург: он отличается разнообразием и познавательностью остановок: наукоград Дубна, старинный город Углич, провинциальный городок-музей Мышкин, Вологда, доступная со стоянок в Череповце, Шексне и Ирме, Кирилло-Белозёрский монастырь, музей деревянного зодчества Кижи, монастырский остров на ладожских скалах Валаам, таёжный необитаемый остров Пеллотсари, северные города Сортавала, Медвежьегорск, Соловецкие острова. Другой классический маршрут лежит из Москвы вниз по Волге, Каме и Волго-Дону: через Ярославль, Кострому, Плёс, Городец, Нижний Новгород, Чебоксары, Казань, Ульяновск, Самару, Саратов, Волгоград — до Астрахани, Ростова-на-Дону, Перми и Уфы. Популярен уникальный круговой маршрут Московская кругосветка или Речное Золотое кольцо, который начинается на Северном речном вокзале Москвы, проходит по каналу имени Москвы, Волге, Оке и Москве-реке и заканчивается на Южном речном вокзале столицы. Это единственный в мире речной кольцевой теплоходный туристский маршрут протяжённостью более 1800 километров, причём ни один речной участок не повторяется дважды.
В конце 2000-х годов объём продаж круизов имел тенденцию роста на 20—25 % в год, особенно на Волге. С 2003 года круизный речной туризм находится на устойчивом подъёме. Совокупный объём рынка в 2010 году превысил 7,5 млрд рублей, увеличившись за 7 лет вдвое. Общее число эксплуатируемых круизных судов к 2014 году превышает 100, всего на них пассажиро-мест — около 25 тысяч.
В 2010-е в связи с резким повышением курса евро и доллара по отношению к рублю значительно увеличилась стоимость круизов, а также в связи с санкциями против России в спешном порядке была изменена программа ранее заявленных черноморских круизов, что привело к снижению количества транзитных круизных судозаходов на Чёрном море и снятию с продаж круизов с посещением портов Чёрного моря.
С 2012 года по Беломорско-Балтийскому каналу курсирует новый круизный трёхпалубный теплоход «Русь Великая» класса «река-море», построенный в 2010—2012 специально под габариты шлюзовых камер канала, способный выходить в Белое море и швартоваться непосредственно на Соловецких островах.
В 2014 году на внутреннем круизном рынке России работают три крупные компании федерального масштаба — Мостурфлот, ВодоходЪ, Инфофлот и несколько региональных компаний. Прекратили своё существование ряд мелких компаний, предлагавших сверхдешёвые и некачественные туры. Деятельность круизных речных компаний координирует Союз «Национальная палата судоходства», контролирует Федеральное агентство морского и речного транспорта и Ространснадзор. В то же время, в сезоне 2014 года из-за неблагоприятной внешнеполитической конъюнктуры иностранные партнёры российских круизных компаний замораживают программы долгосрочного сотрудничества с российскими судоходными компаниями по загрузке теплоходов на следующую туристическую навигацию и по дооборудованию судов.
Согласно поручению Президента России В. В. Путина о восстановлении регулярного круизного сообщения в Черноморском регионе была открыта первая морская круизная линия Сочи—Новороссийск—Ялта—Севастополь. За первый сезон 2017 года теплоход совершил 18 рейсов и перевёз более 5000 пассажиров.

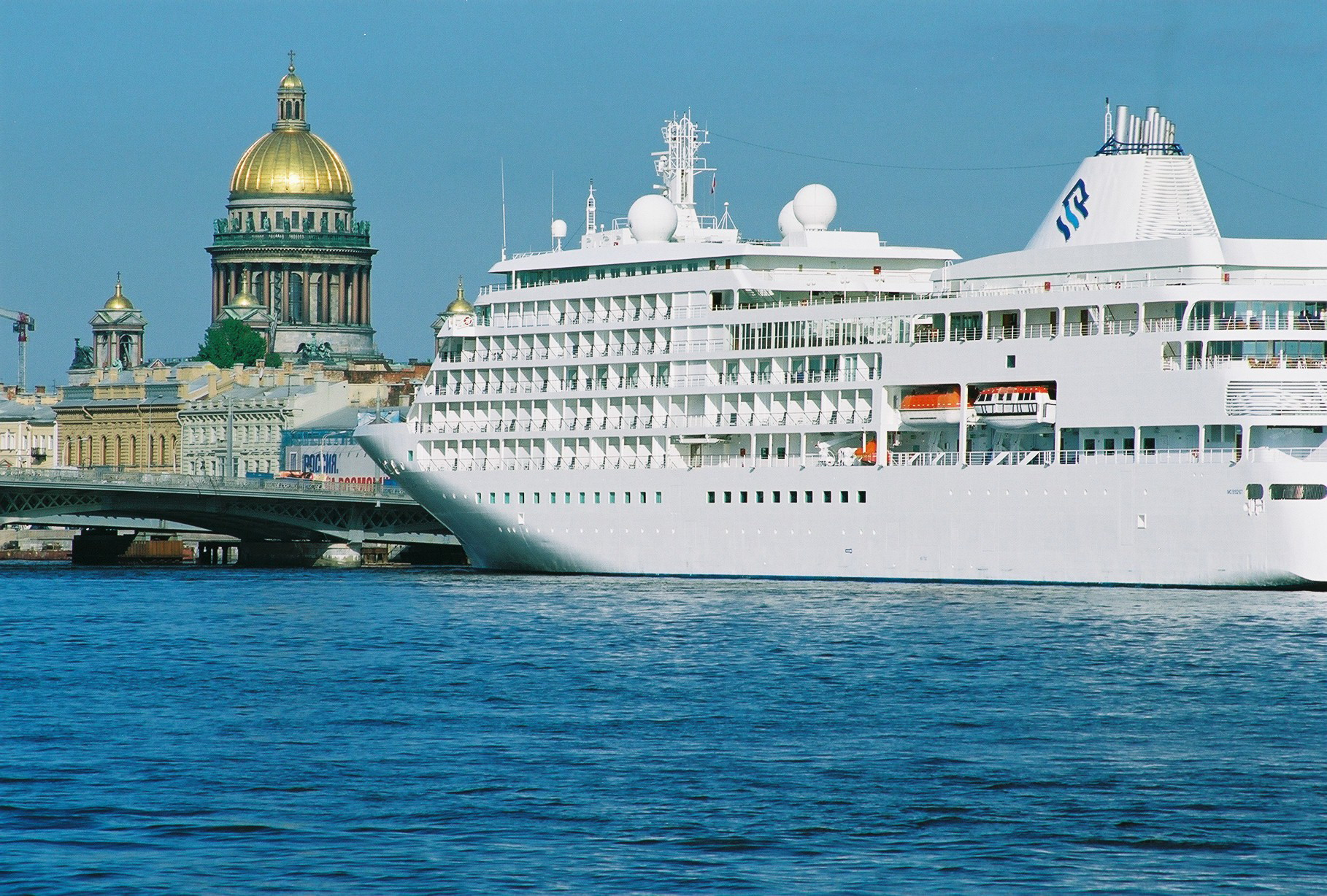
Круизное судно в Санкт-Петербурге на фоне Исакиевского собора
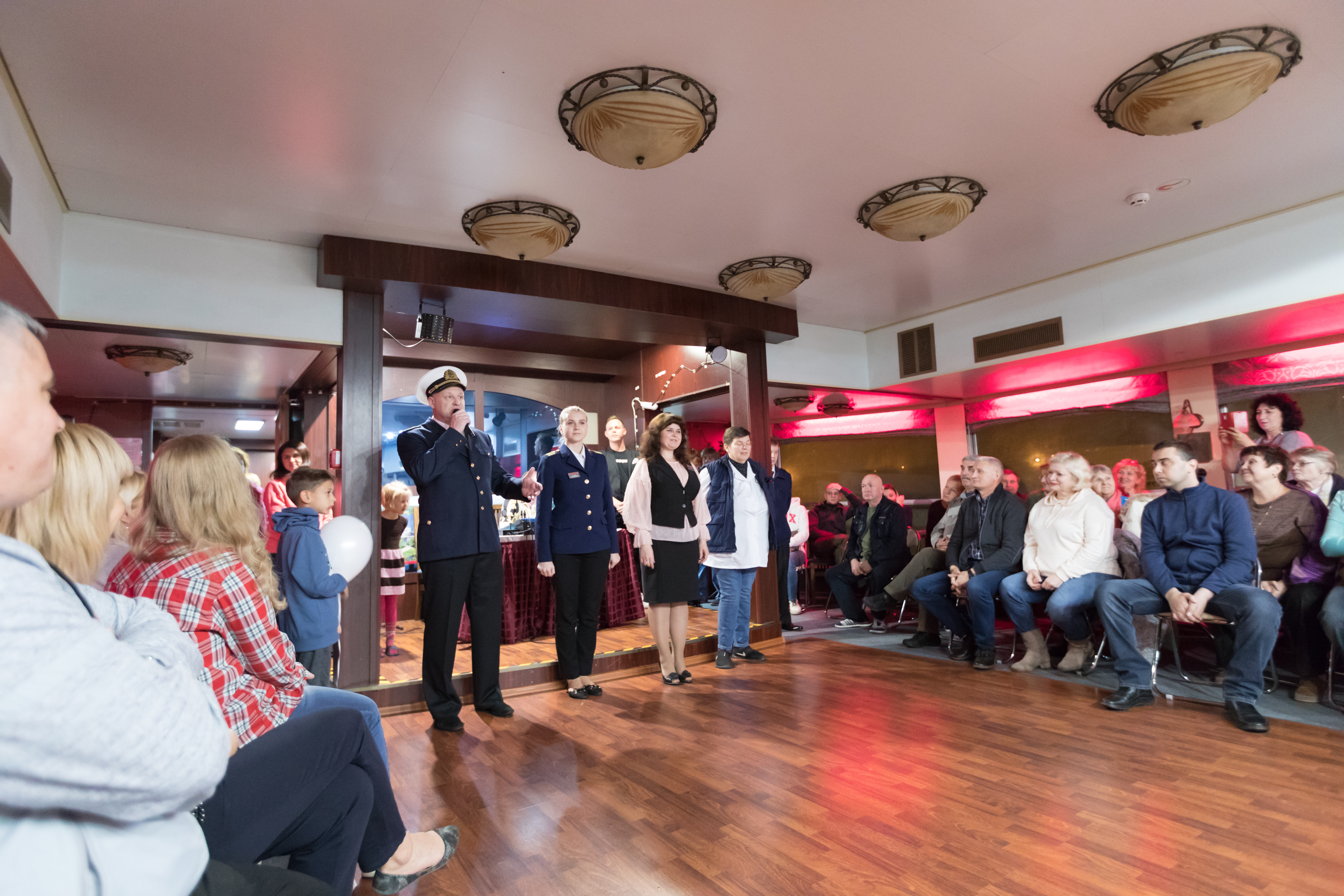
Приветствие команды в начале круиза по маршруту «Серебряное кольцо»
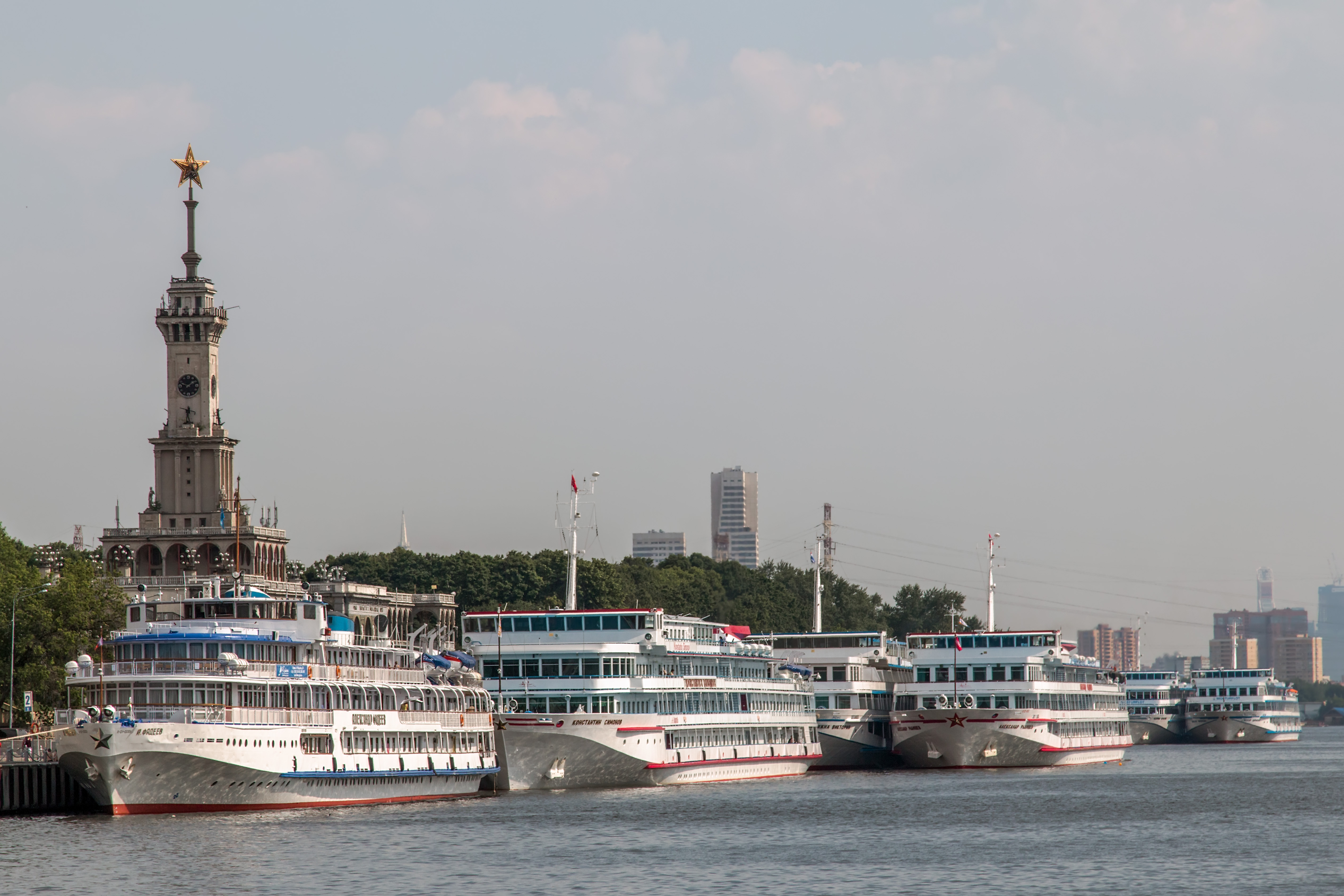
Круизные теплоходы компаний Мостурфлот («Александр Фадеев», «Княжна Виктория» и др.) и ВодоходЪ («Александр Радищев», «Константин Симонов») у Северного речного вокзала
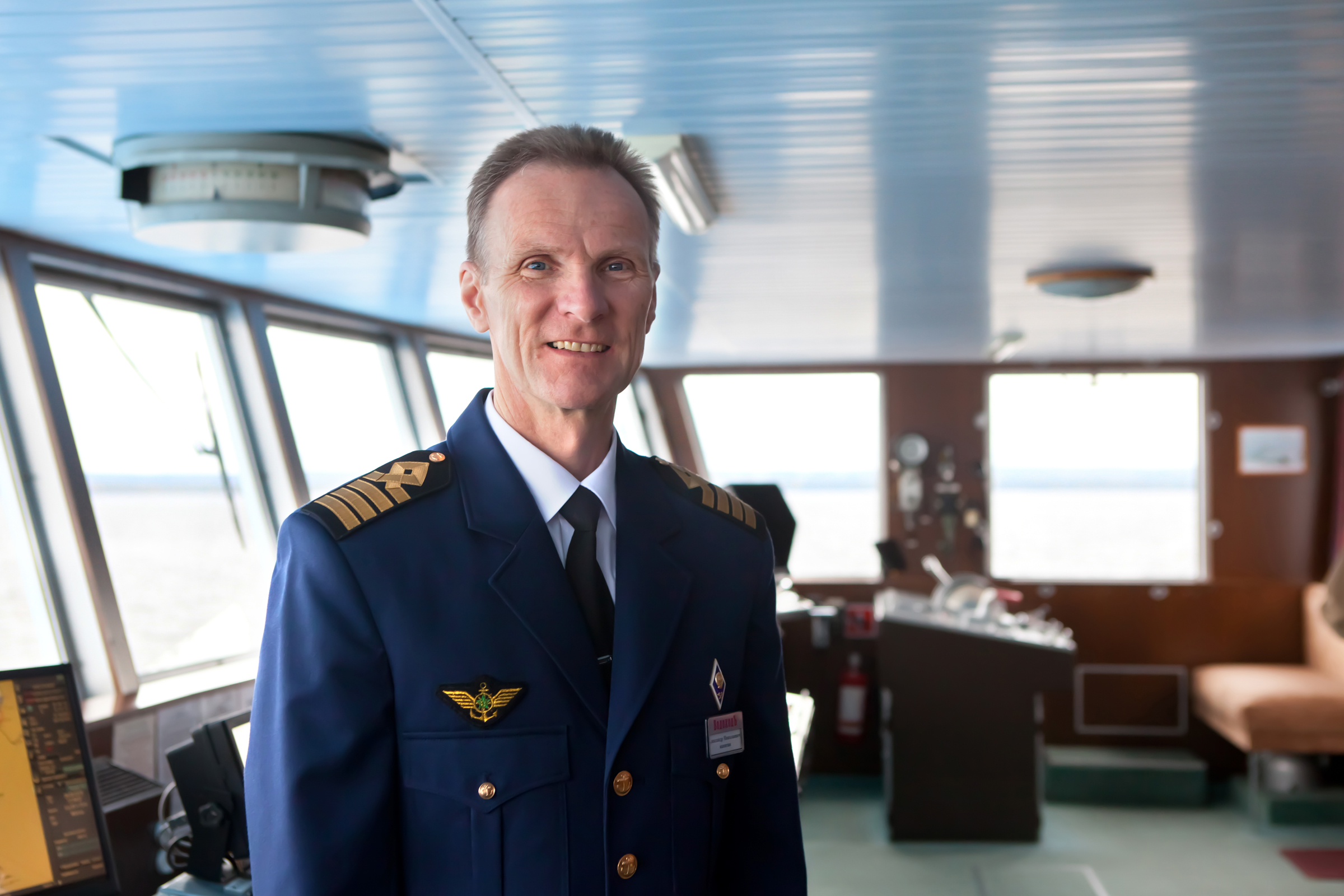
Капитан теплохода «Константин Симонов»

## Правовое регулирование
Речные круизы регламентированы государством. В 2014 году был принят национальный стандарт на этот вид туристических услуг — ГОСТ Р 56221-2014 «Туристские услуги. Речные круизы».
Морские круизы не имеют чёткого определения в нормативных правовых актах Российской Федерации, регулирующих морские перевозки пассажиров в территориальных и внутренних водах Российской Федерации. В части 4 статьи 97 Кодекса внутреннего водного транспорта Российской Федерации написано, что «пассажиру в подтверждение заключения договора перевозки по экскурсионно-прогулочным и туристским маршрутам перевозок пассажиров вместо билетов может выдаваться путёвка или билет на перевозку группы пассажиров». Также имеются частичные упоминания термина «морской туризм» в некоторых подзаконных актах Российской Федерации. В отличие от некоторых других национальных систем морского права в которых договор морского круиза регламентирован, в Кодексе торгового мореплавания Российской Федерации отсутствует данный тип договора. С правовой точки зрения морские круизы идентифицируют как перевозку пассажиров морским транспортом. В связи вышеизложенным имеются сложности в процедуре согласования круизных маршрутов судов под иностранными флагами, которое осуществляется на основании утверждённого постановления Совета Министров РСФСР от 15 июля 1991 года № 400 «Об утверждении временных правил выдачи разрешений на проведение научной и экспедиционной деятельности, а также на осуществление туризма в морских районах, прилегающих к северному побережью СССР». Заявителю необходио согласовать круизный маршрут с Министерством транспорта Российской Федерации и Федеральным агентством по туризму, чтобы получить распоряжение Правительства.
На развитие круизного туризма в крупных морских портах таких как Санкт-Петербург, Владивосток положительно повлияло принятое Постановление Правительства Российской Федерации от 7 мая 2009 г. № 397 «О порядке пребывания на территории Российской Федерации иностранных граждан и лиц без гражданства, прибывающих в РФ в туристических целях на паромах, имеющих разрешения на пассажирские перевозки» согласно которому, иностранные туристы имеют право находиться на территории России 72 часа без оформления виз.

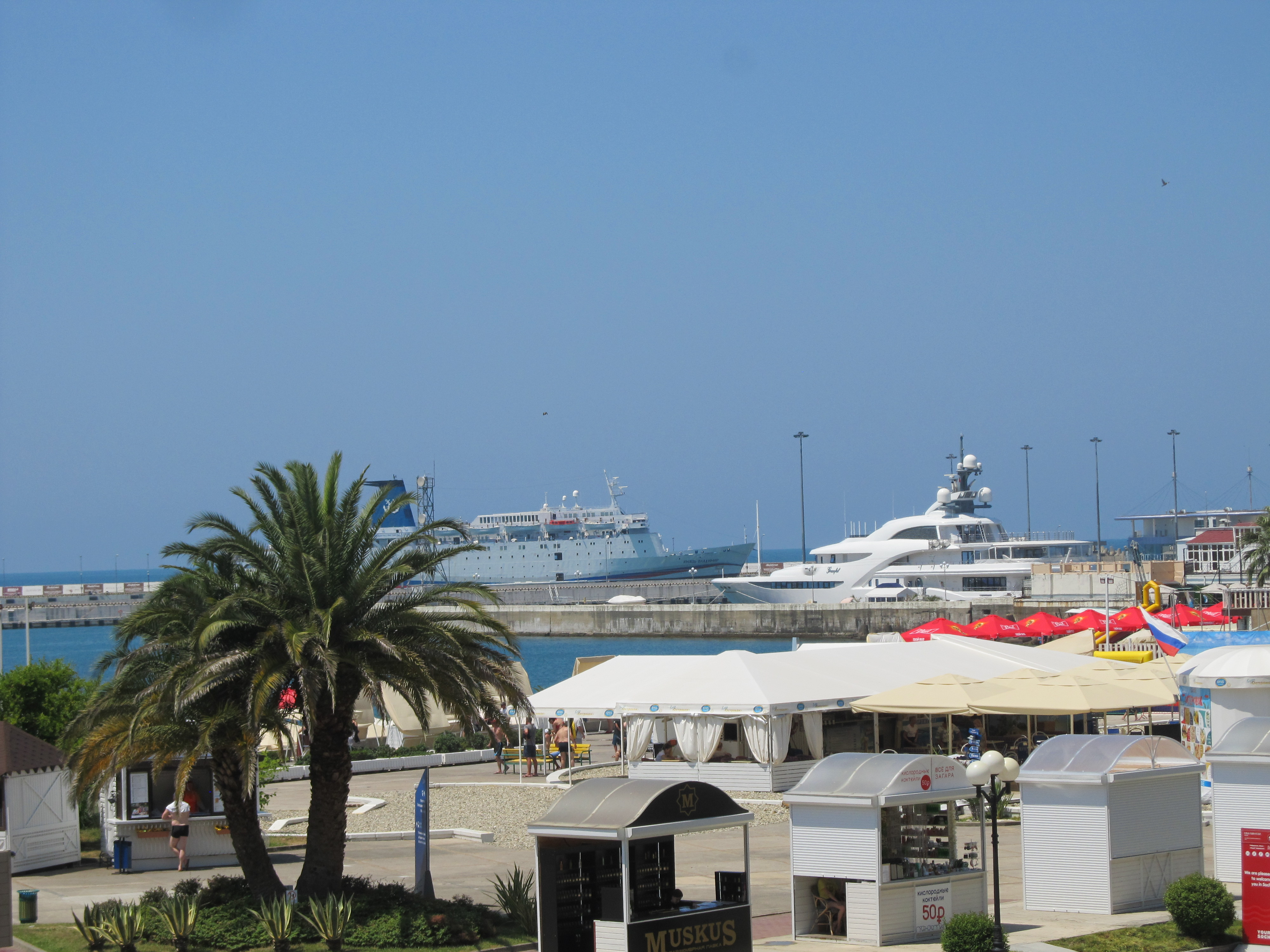
Круизный лайнер «Князь Владимир» и прогулочная яхта в порту города Сочи
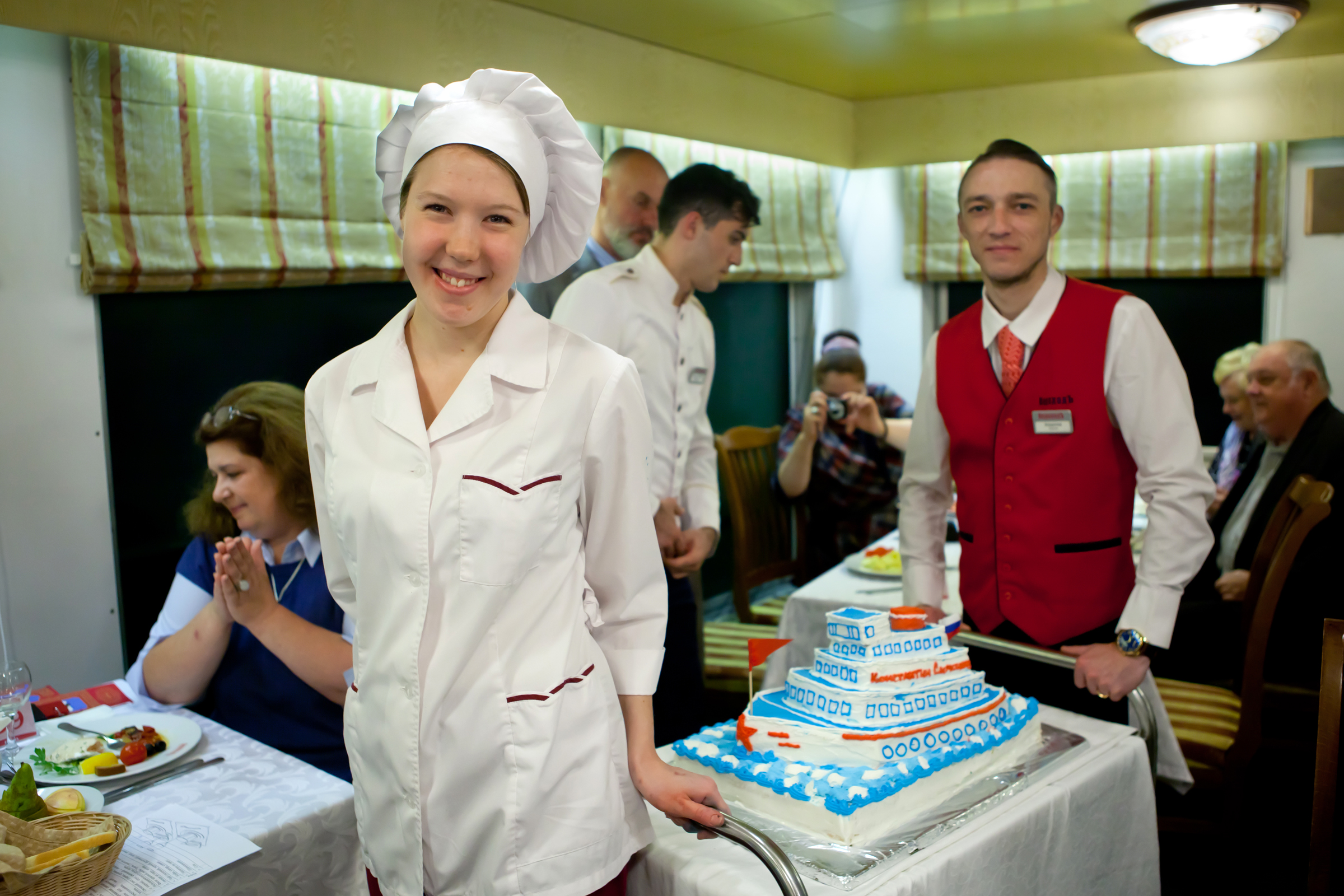
Капитанский ужин на теплоходе «Константин Симонов»
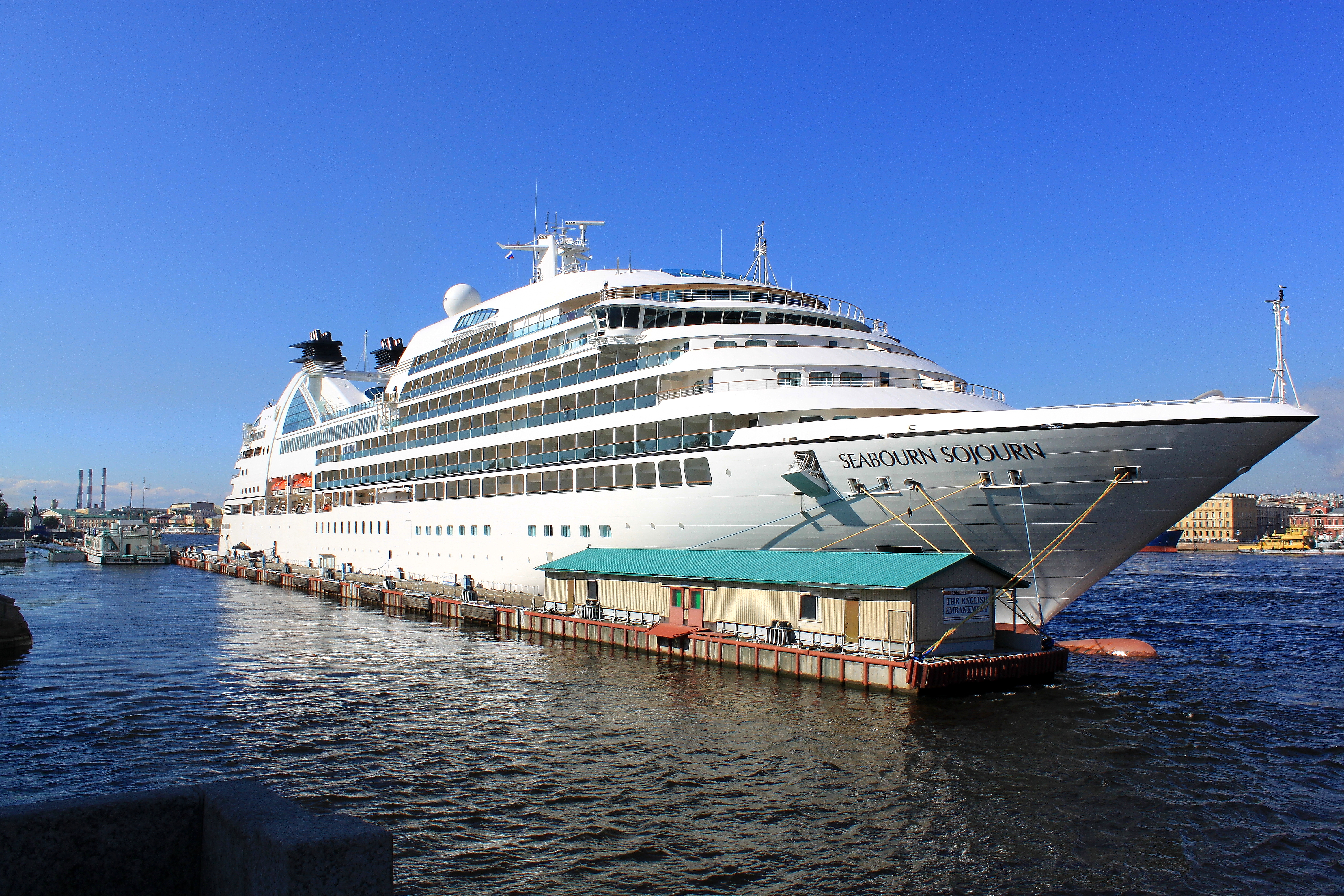
Круизное судно в Санкт-Петербурге
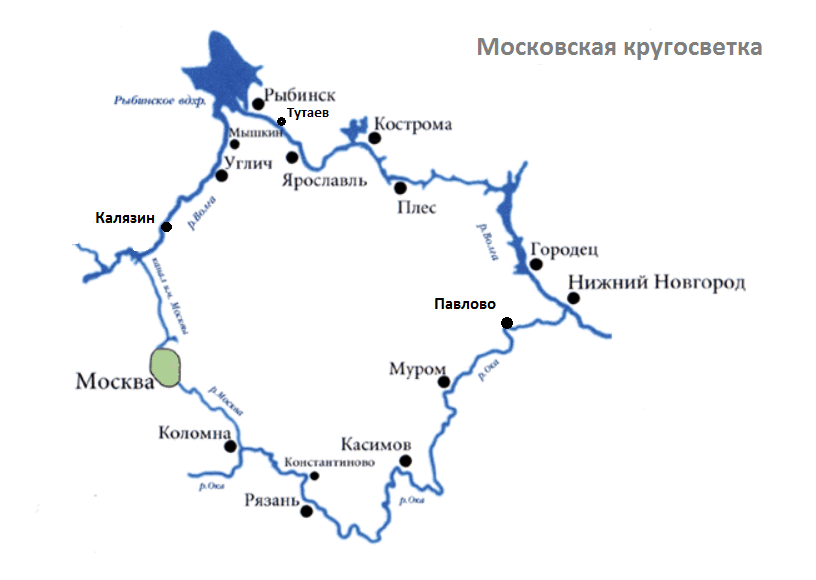
Карта Московской кругосветки

## Круизный туризм в России по регионам
Краснодарский край:
В 2000-х — 2010-х годах круизный потенциал Сочи был ориентирован на привлечение иностранных круизных компаний и операторов, создание современной инфраструктуры порта и продвижение бренда города на мировом рынке круизного туризма. В 2013—2014 годах были попытки организовать для русскоязычных туристов на судах под иностранным флагом регулярные круизные линии из Сочи, рассчитанные на внутренний национальный рынок причерноморских стран, а также стран Содружества независимых государств, однако коммерческого и имиджевого успеха данные попытки не принесли. В 2014 году порт Сочи был рассчитан на принятие до 120 круизных судов и круизных паромов, а к 2018 году расситывалось, что Сочи будет занят в обслуживании до 180 круизных судов в год в транзитном и базовом вариантах, на которых город смогут посетить до 350 тысяч морских туристов.
Крым:
В 2014 году после аннексии Крыма Российской Федерацией, в связи с санкциями против России для европейских и базирующихся в Европейском союзе компаний введён запрет на оказание туристических услуг в Крыму. Круизные компании отменили заходы своих лайнеров в крымские порты. В частности, о таком решении официально заявили Costa Crociere, Azamara, Oceania Cruises, Regent Seven Seas Cruises, Windstar Cruises, MSC Cruises, Червона Рута.
Нижегородская область:
В силу нахождения в Нижнем Новгороде (на тот момент Горьком) оборонных заводов, с 4 августа 1959 года согласно постановлению Совета Министров СССР он стал закрытым городом для иностранцев. Впоследствии этого круизные теплоходы по Волге с иностранными туристами на борту проходили через Горький ночью, без высадки на берег. В 1991 году Нижний Новгород перестал быть закрытым городом, что способствовало развитию туризма в нём.
С 1999 года работает туристская фирма «Волга — Флот — Тур», являющееся дочерним предприятием Волжского пароходства и развивающее туристское направление в деятельности Волжского пароходства. Также туристские круизные маршруты организовывают ООО «Гама», ООО «Вояжель», а также ряд фирм, эксплуатирующих малый флот. Данные компании имеют на своём балансе 21 пассажирский теплоход. В 2009 году компании осуществили перевозку более 37,5 тысяч туристов, в 2010 году — более 53 тысяч туристов. Кроме круизных маршрутов организовываются экскурсионные речные поездки. В 2010 году прогулочный флот обслужил 62 тысячи экскурсантов. Данное направление туризма требует развития так как из-за обмеления Волги и Оки требуются дноуглубительные работы, также необходима возможность швартовки 3-4-палубных теплоходов в ряде городов Нижегородской области для того, чтобы их также можно было задействовать в круизных маршрутах.
Круизными центрами области являются Городец, Чкаловск, Балахна, Павлов, п. Макарий, Васильсурск, Богородский район, Вачский район, Сокольский район.
В навигацию 2014 года на Волге возникли серьёзные проблемы в связи с обмелением особо рискованного для судоходства участка между Городцом и Нижним Новгородом. Гарантированно обеспечить глубину 4 м на этом участке с крутыми перекатами может только низконапорный гидроузел в районе посёлка Большое Козино. В 2014 году Федеральное агентство морского и речного транспорта, по словам его руководителя Александр Давыденко, приступило к проектированию гидротехнического объекта, дающего возможность дополнительного шлюзования, с ориентировочным сроком строительства к 2020 году. После крушения теплохода «Булгария» на Куйбышевском водохранилище в июле 2011 года на круизном флоте России приняты повышенные меры безопасности, которые контролируются надзорными ведомствами. С тех пор на круизном флоте России не было ни одной крупной катастрофы.
Санкт-Петербург:
Санкт-Петербург — крупный портовый город и традиционно считается важным центром российского морского туризма. В 2008 году на Васильевском острове и начал работу новый морской пассажирский порт «Морской фасад», с пропускной способностью пассажирского терминала до 12 тысяч туристов в день. Порт за сезон навигации принял около 200 тысяч человек на 117 круизных судах. В 2008 году Санкт-Петербург лидировал среди европейских портов, в которые заходит более 200 морских круизных судов в год, а по числу посетивших город круизных пассажиров занял второе место.
Ежегодные поступления от обслуживания круизных туристов в Санкт-Петербурге составляют в среднем около 250 миллионов долларов США.
Севастополь:
По окончании Великой Отечественной войны важной частью советской концепции исторической памяти стали оборона Севастополя 1941—1942 годов и военная операция по освобождению города, вследствие чего Севастополь стал одним из главных направлений советского мемориального туризма. Город был включён в маршруты черноморских круизов для советских граждан. В связи с тем, что Севастополь являлся главной базой Черноморского военно-морского флота СССР его посещение было ограничено 2-3 днями или однодневной экскурсионной программой. Заход иностранных круизных судов в Севастополь был запрещён до начала 1990-х годов.
Чувашия:
Речной круизный туризм является преобладающим направлением в Чувашии. Основной туристический поток из России и других стран проходит через Чебоксарский речной порт.
Количество круизных туристов возрастает за счёт увеличения количества заходов туристских теплоходов в Чебоксарский речной порт. В 2006 году данный порт принял 268 теплоходов, в 2007 году — 312, в 2008 году — 314. В 2009 году порт принял 370 туристских теплоходов с общим количеством экскурсантов 64 тысячи, включая 670 иностранных граждан. В 2012 году наблюдалось падение показателей, но число заходов в порт продолжает держаться на уровне 350—390.
Развитие круизного направления дало стимул роста туристской инфраструктуры Козловского и Мариинско-Посадского районов, в которых созданы круизные «зелёные стоянки» после выхода теплоходов из Чебоксарского речного порта. В 2012 году город Мариинский Посад и Мариинско-Посадский район посетили 62 тысяси экскурсантов и туристов. Мемориальный комплекс лётчика-космонавта СССР А. Г. Николаева, расположенный в селе Шоршелы Шоршелского сельского поселения Мариинско-Посадского района в 2012 году посетили около 50 тысяч экскурсантов, включая сотни иностранных туристов. Пристань города Козловка в Козловском районе в 2012 году приняла 63 туристских теплохода. Дом-музей Н. И. Лобачевского, действующий в Козловке посетило более 3 тысяч человек.
Якутия:
Во время летнего сезона, наиболее массового на внутреннем туристском рынке, городские жители Якутии приобретают круизные и иные туристические программы на реке Лене и других реках республики. Пик приходится на июль и начало августа.

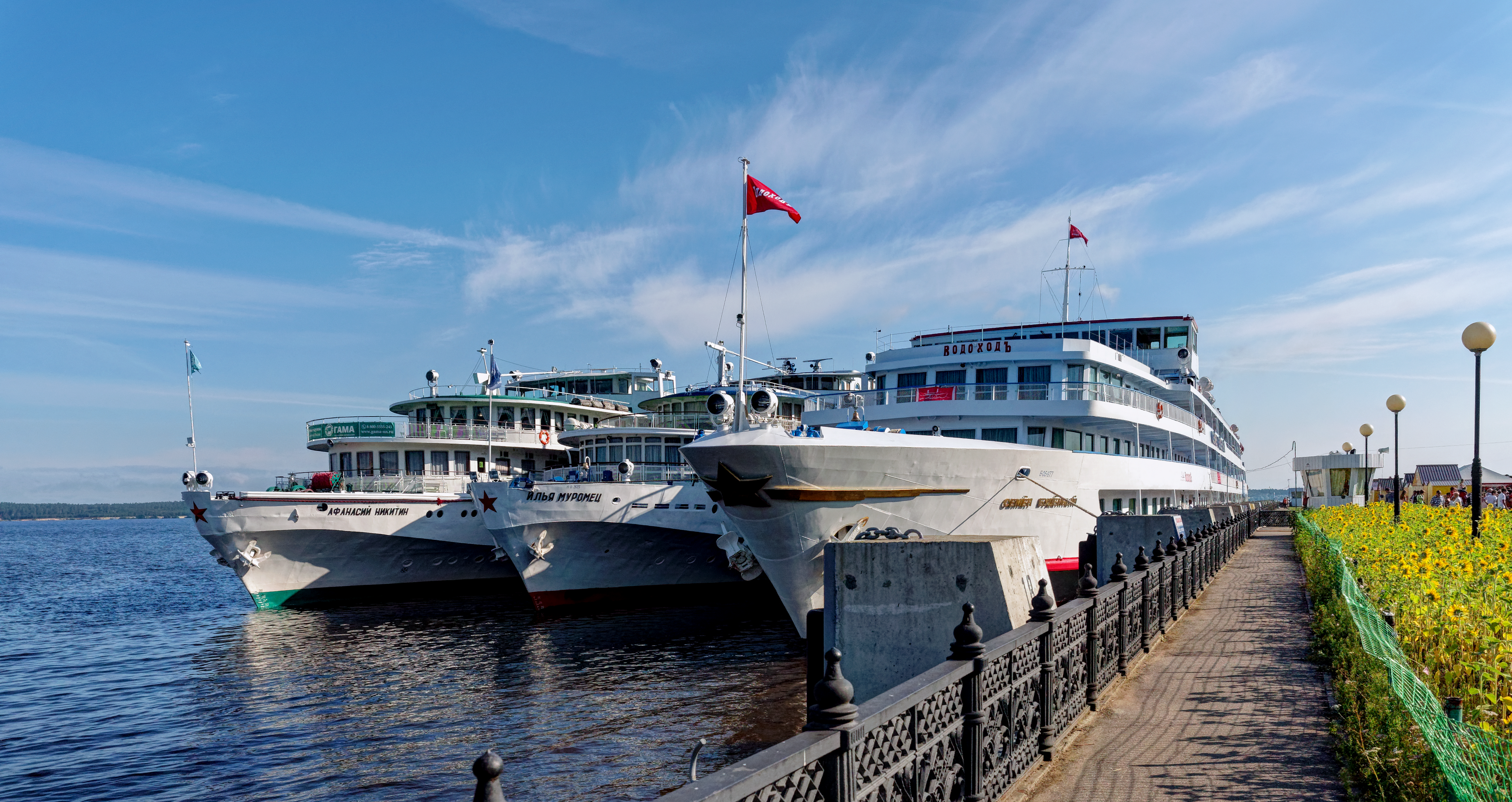
Чебоксары. Круизные теплоходы «Семён Будённый», «Афанасий Никитин» и «Илья Муромец»
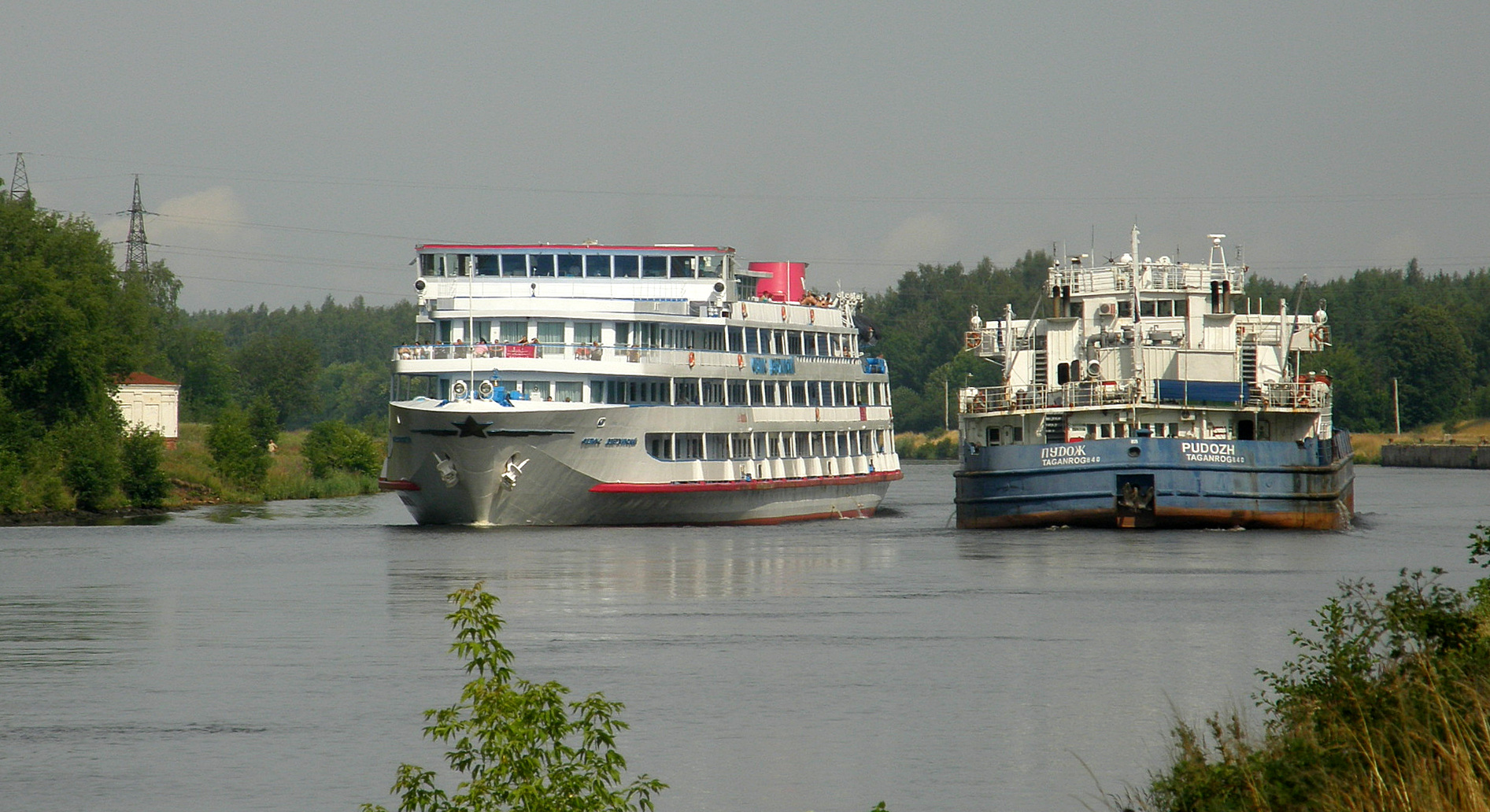
Канал имени Москвы. Теплоходы «Пудож» и «Феликс Дзержинский» в Запрудне
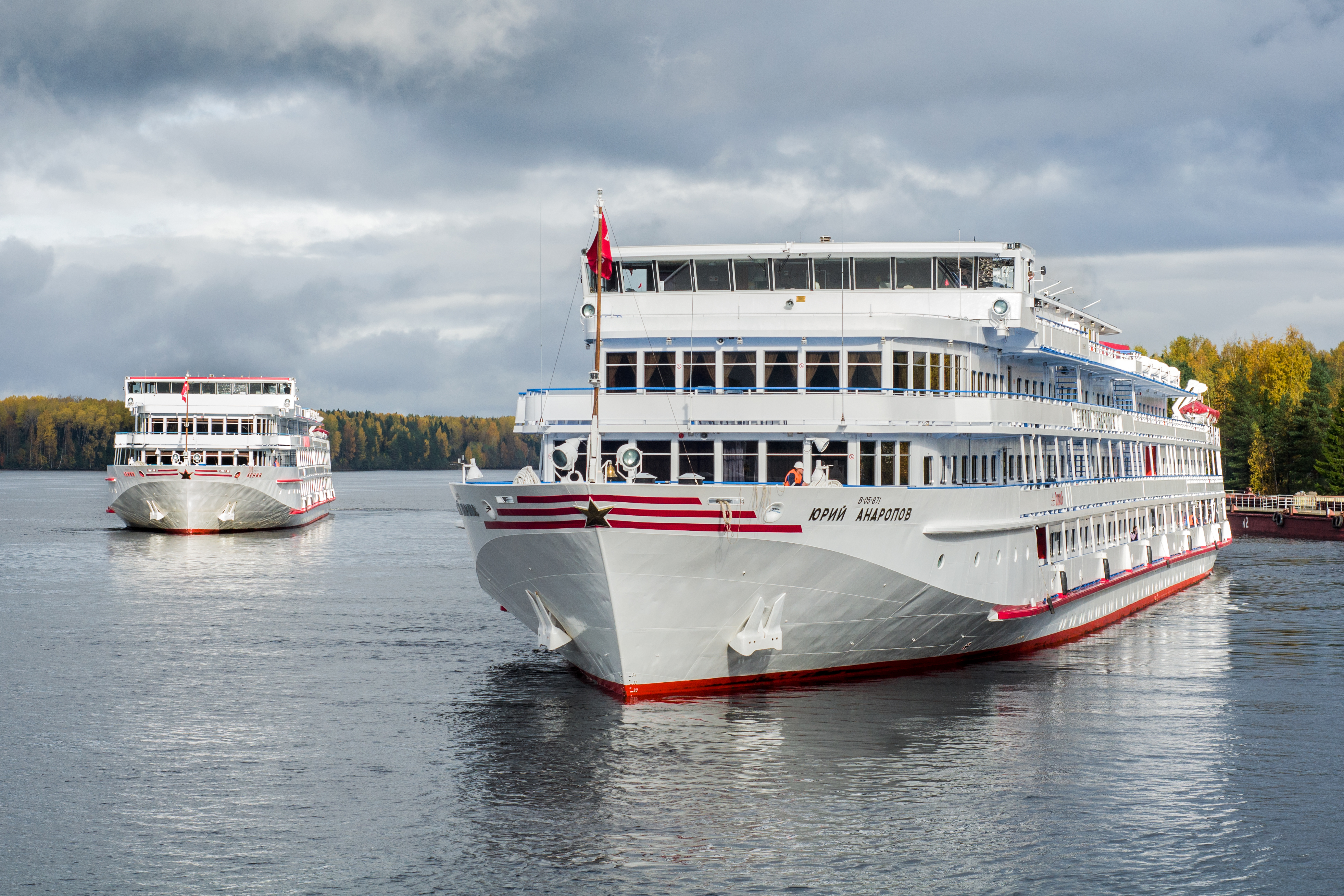
Теплоходы «Ленин» и «Юрий Андропов» у деревни Верхние Мандроги Ленинградской области
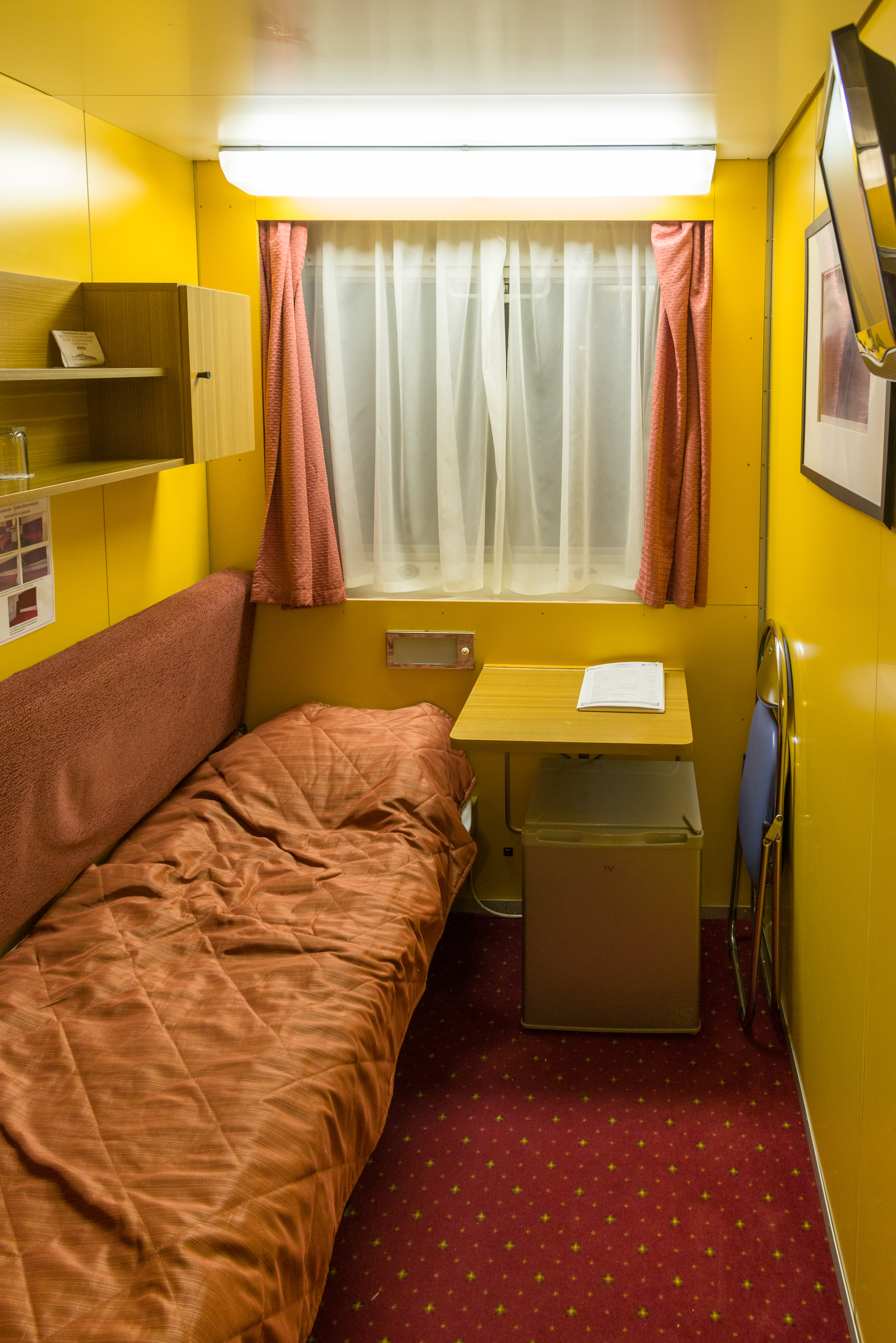
Одноместная каюта на теплоходе «Александр Радищев»